# Lauri Laine
Lauri Juhani Laine, född 17 november 1946 i Helsingfors, är en finländsk målare.
Laine genomgick Finlands konstakademis skola 1975–1979 och ställde ut första gången 1980. Han har huvudsakligen målat abstrakta och geometriska kompositioner i olja i en personlig färgskala och teknik. Sedan 1986 har Laine regelbundet arbetat längre perioder i Rom och hållit en separatutställning där 2001, 2005 och 2016. Kopplingen mellan arkitektur och konstruktivistiskt måleri har varit påtaglig hos honom. På 1990-talet började figurativa inslag göra sig gällande i hans arbeten. Som detaljer i Laines klassiskt präglade, ofta stora kompositioner har man sett grundplaner till italienska kyrkor eller spår av renässansmästares såsom Piero della Francescas arkitektoniska interiörer och Sienamästares fresker.
Laine har undervisat vid Finlands konstakademis skola 1983–1986 och Konstindustriella högskolan 1986–1998.
Han tilldelades Pro Finlandia -medaljen 2020.